# 卡拉翁库尔 (纳伦区)
卡拉翁库尔（意为“黑色洞穴”），是吉尔吉斯斯坦納倫州纳伦区喀赞奎甘乡下辖的一个村。2023年该村人口为57人。 